# Katharina von Hohenzollern-Sigmaringen

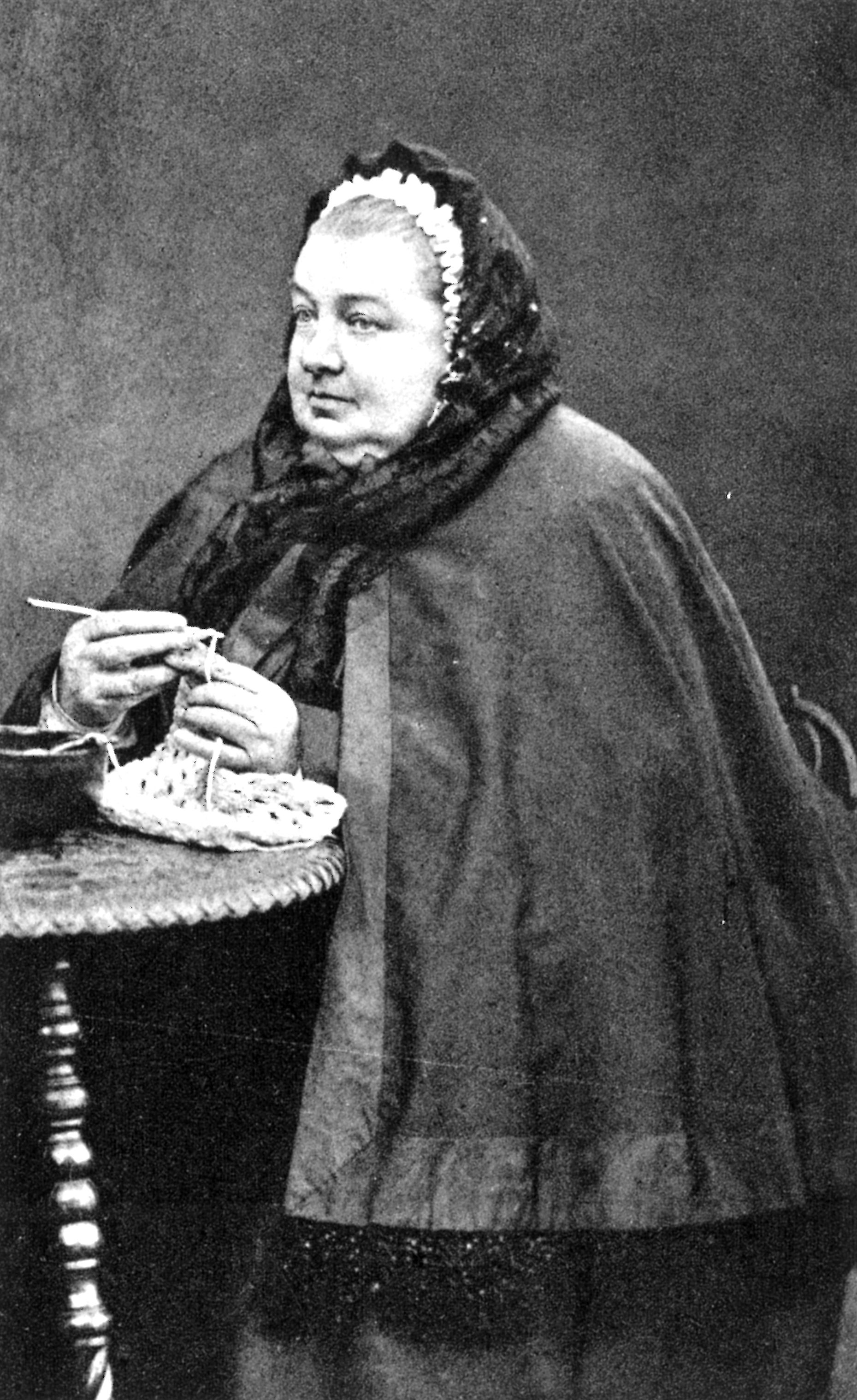
Katharina zu Hohenlohe-Waldenburg-Schillingsfürst in ihren letzten Lebensjahren

Katharina von Hohenzollern-Sigmaringen (* 19. Januar 1817 in Stuttgart; † 15. Februar 1893 in Freiburg im Breisgau) wurde geboren als Katharina Wilhelmine Maria Josepha zu Hohenlohe-Waldenburg-Schillingsfürst. Sie war Stifterin und Mitbegründerin des Klosters Beuron nach dessen Säkularisation.

## Leben
Katharina war eine Tochter des Fürsten Karl Albrecht III. zu Hohenlohe-Waldenburg-Schillingsfürst und der Mutter Leopoldine (geb. zu Fürstenberg). Nach der faktischen Trennung der Eltern lebte sie mit ihrer Mutter in Donaueschingen bei der Familie von Fürstenberg. Ihre Erziehung war liberal und wenig religiös geprägt.
Mit ihrer Mutter reiste sie 1834 nach Rom. Unter dem Einfluss von Karl August Graf von Reisach wurde sie zu einer strengen Katholikin. Dieser wurde auch ihr langjähriger Beichtvater und übte großen Einfluss auf sie aus. Bereits zu diesem Zeitpunkt äußerte sie den Wunsch, in ein Kloster einzutreten, was ihr Reisach ausredete.
Sie heiratete 1838 Graf Franz Erwin von Ingelheim. Dieser starb bereits am 6. Juli 1845. In zweiter Ehe vermählte sie sich am 14. März 1848 mit dem Fürsten Karl von Hohenzollern-Sigmaringen. Dieser war wesentlich älter als Katharina und starb bereits am 11. März 1853. Beide Ehen blieben kinderlos. Als Witwensitz erhielt sie das Gut Bistritz in Böhmen, eine beträchtliche jährliche Pension und eine Zahlung von 100.000 Gulden von der Familie ihres Mannes. Das Geld plante sie für die Gründung eines Klosters zu verwenden.
Im Jahr 1853 trat sie in Kintzheim in eine Gemeinschaft der Gesellschaft vom Heiligen Herzen Jesu (Sacré-Cœur) ein. Diese widmeten sich der Mädchenerziehung. Katharina zeigte sich den Anforderungen aber nicht gewachsen und trat 1855, auch auf den Rat ihres Beichtvaters Reisach, der inzwischen Erzbischof von München und Freising war,  wieder aus.
Seit 1857 lebte sie auf dessen Rat in Rom. Verschiedentlich wurde sie von Papst Pius IX. empfangen. Sie trat wiederum auf den Rat ihres Beichtvaters am 29. September 1858 unter dem Namen Alyosia Maria vom St. Joseph zunächst zur Probe in das Kloster Sant’Ambrogio della Massima ein. Bei diesem handelte es sich um ein Kloster der regulierten Franziskanerinnen vom dritten Orden. Etwa ein halbes Jahr später wurde sie dort als Novizin eingekleidet. Relativ bald wurde sie in innerklösterliche Intrigen verwickelt. Dabei wurden offenbar auch Giftanschläge auf sie verübt.
Auf ihr Bitten holte sie ihr Cousin, Erzbischof Gustav Adolf zu Hohenlohe-Schillingsfürst, aus dem Kloster heraus. Sie vertraute ihre Erlebnisse ihrem neuen Beichtvater, dem Benediktiner Maurus Wolter, an. In diesen Gesprächen reifte bei ihr der Entschluss, die Missstände im Kloster anzuzeigen. Sie strengte daher ein Inquisitionsverfahren an. In ihrer Anzeige beschuldigte sie die Gemeinschaft, neben den Anschlägen auf ihr Leben, sexueller Ausschweifungen und trotz entsprechenden päpstlichen Verbots die Klostergründerin Maria Agnese Firrao weiterhin als Heilige zu verehren; insbesondere die Novizenmeisterin bezichtigte sie begangener Morde, sexuellen Missbrauchs von Novizinnen und einer verbotenen Beziehung mit dem Beichtvater des Klosters, Joseph Peters (ein Pseudonym des späteren Konzilstheologen Joseph Kleutgen), und der Anmaßung der Heiligkeit.
Nachdem sie zeitweise eine Wohnung im Quirinalspalast hatte, ging sie zusammen mit ihrem Beichtvater, dessen Bruder Placidus Wolter und einem weiteren Benediktiner auf eine Wallfahrt ins Heilige Land. Sie plante zusammen mit den Brüdern Wolter und der Unterstützung des Papstes die Gründung eines Benediktinerklosters in Deutschland. So wurde sie mit ihrem Geld Neustifterin des Klosters Beuron. Sie erwarb 1863 von ihrem Stiefsohn Karl Anton von Hohenzollern-Sigmaringen das 1803 säkularisierte Kloster und übergab es an die Benediktiner. Anfänglich nur Priorat, wurde es 1868 zur Abtei erhoben.
In der Zeit des Kulturkampfes mussten die Mönche das Kloster von 1875 bis 1887 verlassen. In dieser Zeit verwaltete die Fürstin Kloster und zugehörigen Besitz. Möglicherweise wegen Unstimmigkeiten mit den zurückgekehrten Mönchen verließ sie 1890 Beuron und siedelte nach Freiburg im Breisgau über. Nach ihrem Tod wurde sie in der Fürstengruft in Sigmaringen beigesetzt.
Den von ihr ausgelösten Inquisitionsfall beschreibt Hubert Wolf in seinem Buch Die Nonnen von Sant’ Ambrogio.